# Искандеркуль
Искандерку́ль (тадж. Искандаркӯл) — горное озеро в Таджикистане на северных склонах Гиссарского хребта в Фанских горах.

## Название
Озеро Искандеркуль по преданиям получило своё название от имени Александра Македонского, которого на Востоке называли Искандер Зулькарнайн (Искандер двурогий). Слово «куль» (тадж. кӯл, узб. koʻl) означает собственно «озеро», отсюда название — «Искандеркуль». Александр Македонский якобы здесь побывал на своём пути из Средней Азии в Индию.

## Географическое описание
Озеро имеет завальный тип строения, оно подпружено мореной, засыпанной сверху горной породой, что явилось результатом обвала, возможно вследствие сильного землетрясения. Озеро расположено на высоте 2195 метров над уровнем моря, в отрогах горного узла Кухистан, между западными оконечностями Гиссарского и Зерафшанского хребтов.
Общая площадь водной поверхности озера составляет 3,4 км², глубина достигает 72 метров, объём, по данным 1978 года, составлял 0,24 км³. По мнению ученых, в древности озеро имело более высокий уровень воды, следы которого можно увидеть на склонах окружающих гор, на высоте более 120 метров.
В озеро впадают реки Сарытаг, Хазормечь, Сарима, а также мелкие горные ручьи. Из озера вытекает река — Искандердарья, входящая в бассейн Зеравшана.

## Химический состав
Согласно классификации природных вод по выделению гидрохимических фаций Г. А. Максимовича, Искандеркуль входит в зону горных территорий гидрокарбонатной гидрохимической формации с преобладанием гидрокарбонатно-кальциевых вод и в таблице учёного выглядит следующим образом:
| Формация         | Фация              | Минерализация, мг/л |
| ---------------- | ------------------ | ------------------- |
| Гидрокарбонатная | HCO3— —Ca³+ —SO4²- | 80—200              |

## Местные достопримечательности
Неподалёку от озера располагается ещё одно завальное, ледниковое озеро — Замин-Мулла (известно у туристов как Змеиное) или Серимадарун, куда поступает часть стока реки Серима. Оно значительно меньше в диаметре, и несмотря на то, что разделено от Искандеркуля лишь полосой земли в 300 метров шириной — обладает более богатой внутренней биосферой и имеет более высокую температуру воды.
Также, недалеко от озера, на реке Искандердарья, расположен крупный водопад, называемый «Фанская Ниагара». Водопад располагается в узком ущелье, высота падения воды составляет 43 метра. Подойти к водопаду можно лишь по верху, прямо над ним установлена металлическая смотровая площадка.
На берегу Искандеркуля находится исторический памятник — большая известняковая скала, с высеченной на ней надписью «Рускіе, 1870», — которую оставили члены первой экспедиции Алексея Федченко, проникшей сюда со стороны Зеравшана.
На берегу озера также располагается метеостанция Таджикгидромета и пункт гидрологического наблюдения, работающие круглогодично. Также имеется туристическая база с инфраструктурой.
Озеро Искандеркуль — одно из красивейших горных озёр Таджикистана, которое ежегодно посещают туристы из ближнего и дальнего зарубежья.

## Легенды об озере
Существуют две легенды о создании этого озера. Первая гласит, что во время своего Индийского похода Александр Македонский натолкнулся на селение, которое не хотело сдаваться. Тогда он приказал направить русла рек на это селение и затопить его, в результате чего образовалось озеро.
Другая легенда, более поэтическая, гласит, что во время привала у этого озера конь Александра, Буцефал, пил ледяную воду озера и простудился. Выздоровев через несколько дней, Буцефал, пасясь на берегу, внезапно заржал, залез на самую высокую скалу и бросился оттуда в воды озера. Опечаленный Александр, прождав несколько дней, увёл войско дальше, оставив на берегу озера конюхов и солдат. С тех пор, каждый месяц во время полнолуния Буцефал выходит пастись: воды озера расступаются и на поверхность выходит белоснежный конь, в сопровождении конюхов.